# Гордійчук Ігор Володимирович
І́гор Володи́мирович Гордійчу́к (нар. 12 листопада 1972, с. Залізниця, Корецький район, Рівненська область, Українська РСР, СРСР) — український воєначальник, заступник начальника Національного університету оборони України (з листопада 2023), генерал-майор Збройних сил України (2016), Герой України (2014). Раніше Начальник центру оперативного керівництва Головного командного центру Генерального штабу України (2014), начальник Київського військового ліцею імені Івана Богуна (2016—2023).
Учасник війни на сході України у 2014 році, очолював загін спецпризначення, що виконував завдання глибинної розвідки в тилу противника, командував операцією із взяття під контроль стратегічної висоти Савур-могила. Зазнав важкого поранення голови під час виходу з Іловайська 29 серпня, тривалий час проходив реабілітацію у США.

## Життєпис
Народився в селі Залізниця Корецького району Рівненської області. 1989 року, після закінчення Корецької загальноосвітньої середньої школи № 1, вступив до Омського вищого танкового інженерного училища, але згодом перевівся до Київського інституту Сухопутних військ, закінчив з відзнакою факультет підготовки офіцерів оперативно-тактичного рівня. Навчався у Коледжі сухопутних військ Збройних сил США. Володіє українською, англійською, німецькою, польською, російською мовами.
Пройшов шлях від командира механізованого взводу до заступника командира танкового полку. Подальшу військову кар'єру зробив у військах спецпризначення, добившись переведення на посаду заступника командира бригади спеціального призначення міста Ізяслав Хмельницької області. Згодом став командиром сформованого на базі бригади 8-го окремого полку спецпризначення. З травня до грудня 2010 року проходив службу у складі міжнародного контингенту в Республіці Афганістан. Після повернення став першим заступником начальника Академії сухопутних військ імені гетьмана Петра Сагайдачного.

### Війна на сході України
У квітні 2014 року отримав призначення у Головний командний центр Міністерства оборони України. Служив на посаді начальника центру оперативного керівництва — заступника начальника Головного командного центру ЗСУ.
Позивний «Сумрак» отримав, коли був призначений на посаду помічника начальника розвідки зі спеціальних операцій. Також мав позивний «Гордей».
12 серпня 2014 року розвідники Гордійчука із групи спеціального призначення «Крим» прорвалися на Савур-могилу, перебрали контроль над спостережним пунктом на її вершині та розпочали коригування артилерійського вогню. Для знищення українського загону використали російську артилерію та загони найманців із бронетехнікою; штурми Савур-могили відбувалися майже щодня. Постійними артнальотами було виведено з ладу систему зв'язку, але Гордійчук продовжував коригувати вогонь телефоном. Гордійчук був неодноразово контужений, але позицій не залишив, тільки в бліндажі «відключався», потім знову приступав до виконання обов'язків. Було відбито 6 нічних штурмів. На 18 серпня було заплановано ротацію захисників Савур-могили, операцією керував полковник Петро Потєхін. На той час український загін від найближчих підрозділів відділяло понад 30 кілометрів. Потєхін повів на Савур-могилу 8 вояків 25-ї повітряно-десантної бригади та 17 добровольців-розвідників 4-ї роти 42-го батальйону тероборони підполковника Олександра Мельниченка, до них приєдналася група артилерійських коригувальників, з ними рухався БМП 28-ї механізованої бригади та БТР 3-го полку спецпризначення.
Після ротації групи «Крим» Гордійчук залишився на Савур-могилі та продовжував коригування вогню. 19 серпня під час масованого нальоту полковника Потєхіна було важко поранено, загинув десантник, поранених евакуювали. 20 серпня під час артнальоту й атаки знекровлений підрозділ 51-ї бригади вийшов з Петровського, коригування вели мобільними телефонами; цього дня прикордонний район практично зайняли російські війська. Захисники Савур-могили перебували в повній ізоляції — до найближчого українського підрозділу було 40 кілометрів.
Удень 23 серпня російські війська розпочали наступ на південному відтинку фронту сектора «Д». 24-го вранці «Сумрак» продовжував передавати дані про просування ворожих сил, однак українська артилерія вже не могла ними скористатися — їй довелося відійти від Савур-могили під російськими ударами. 24 серпня відбувся черговий штурм висоти, танки стріляли прямим наведенням, кавказькі найманці атакували оборонців Савур-могили; атаку було відбито із численними втратами противника.
Бійці говорили Гордійчуку про недоцільність утримання висоти аж у такому глибокому тилу противника, однак він не збирався відходити без наказу. Наказ про відхід надійшов пізно ввечері 24 серпня, на той час Савур-могила була в щільному кільці: машину 3-го полку спецпризначення, що прорвалася для порятунку поранених, розстріляли російські найманці в Петрівському. Пораненого Івана Журавльова полонили, решту поранених найманці добили; загинув Темур Юлдашев («Тренер»).
Гордійчук віддав наказ про відступ вночі 25 серпня після 12 діб оборони Савур-могили; група з оточення виходила ночами, рухалися до найближчих українських підрозділів. На той час це було вже оточене російськими військами угрупування сектора «Б» генерала Хомчака під Іловайськом. Група пройшла по ворожих тилах близько 60 кілометрів та приєдналася до українських військ під Многопіллям.
29 серпня група полковника Гордійчука разом з рештою оточених українських сил пішла на прорив. Під час руху по вантажівці, де перебували Гордійчук і сержант Сергій Стегар, відкрили артилерійський та мінометний вогонь, у кузові стався вибух, автомобіль загорівся. Через надто щільний вогонь противника супроводжуючі підійти не могли; Гордійчук вибрався сам, йому зробили перев'язку — великий осколок влучив у потилицю, не захищену каскою. Полковник намагався керувати боєм, зривав пов'язку, однак від втрати крові знепритомнів. Гордійчука (у непритомному стані), Стегара та ще кілька бійців захопили в полон російські десантники. Полонених забрали, Гордійчука ж покинули, заборонивши надавати йому допомогу, мовляв, він і так швидко «дійде». Однак він вижив.

### Реабілітація
Через два дні після поранення при виході з Іловайська Ігоря Гордійчука доправили в Дніпропетровську лікарню ім. Мечникова, потім у Київський військовий шпиталь, потім Львівський госпіталь. З 1 вересня полковник перебував у реанімації нейрохірургічного відділення, переніс кілька операцій. Він не міг рухатись, був частково паралізований; додалося зараження крові. За рішенням лікарів був уведений у медикаментозну кому, щоби збити високу температуру, яка трималася кілька тижнів. Два місяці Ігор боровся за життя й переміг.
21 жовтня 2014 року Указом Президента України йому присвоїли звання Герой України з врученням ордена «Золота Зірка». Тільки 8 листопада полковник Гордійчук отримав високі державні нагороди — орден «Золота Зірка», звання Герой України та ордени Богдана Хмельницького II та III ступенів — у військовому шпиталі з рук Президента України особисто.
8 листопада 2014 року Президент України Петро Порошенко у військовому шпиталі вручив полковнику Ігорю Гордійчуку державні нагороди — орден «Золота Зірка», звання Герой України та ордени Богдана Хмельницького II та III ступенів.

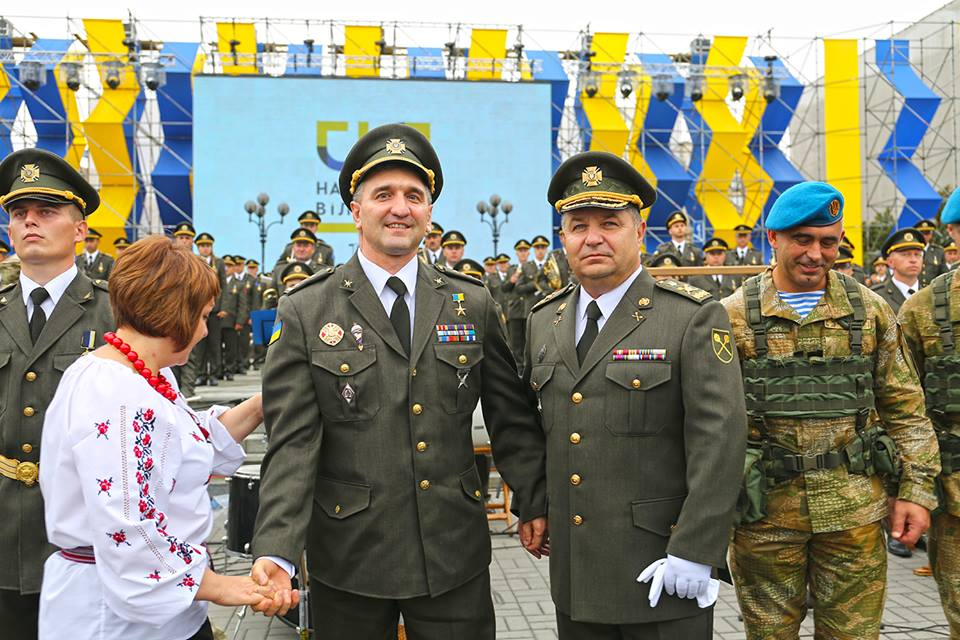
Ігор Гордійчук і міністр оборони Степан Полторак

На початку лютого 2015 року його прийняли на реабілітацію американські лікарі Військово-медичного центру Збройних сил США імені В. Ріда. У Вашингтоні Ігорю допомагала й українська діаспора.
На початку лютого 2016 року з діагнозом геміпарез (параліч м'язів однієї половини тіла) полковник Ігор Гордійчук потрапив до рук фахівців Центру зміцнення хребта та суглобів при Інституті вертебрології і реабілітації, які запропонували безкоштовно пройти повний курс реабілітації, та повернути його до повноцінного життя. Якби не почали реабілітацію, протягом декількох тижнів могли статися важкі незворотні зміни в м'язах верхніх і нижніх кінцівок — м'язова контрактура (стан, при якому кінцівка фіксується в певному положенні в одному або декількох суглобах і не може бути повністю зігнутою або розігнутою). Інститутом розробили індивідуальну програму фізичної та нейрореабілітації, основою стала фінсько-німецька система тренажерів для реабілітації «David». У Ігоря Володимировича поступово відновилася дрібна моторика і глибока чутливість, відновився м'язовий тонус. Головний лікар Інституту вертебрології Ігор Сергійович Каришев повідомив, що повне відновлення дрібної моторики і координації та нервова система будуть відновлюватися ще 1-2 роки.

### Начальник Київського військового ліцею імені Богуна
Ще коли Гордійчук проходив лікування та реабілітацію у США, Міністр оборони України Степан Полторак призначив його начальником Київського військового ліцею імені Івана Богуна. 26 квітня 2016 року полковник приступив до виконання посадових обов'язків.
24 жовтня 2023 року, відповідно повідомлення пресслужби Київського військового ліцею, генерал-майор Ігор Гордійчук в ході урочистого ритуалу попрощався з Бойовим Прапором навчального закладу та передав бойовий стяг новопризначеному командиру.

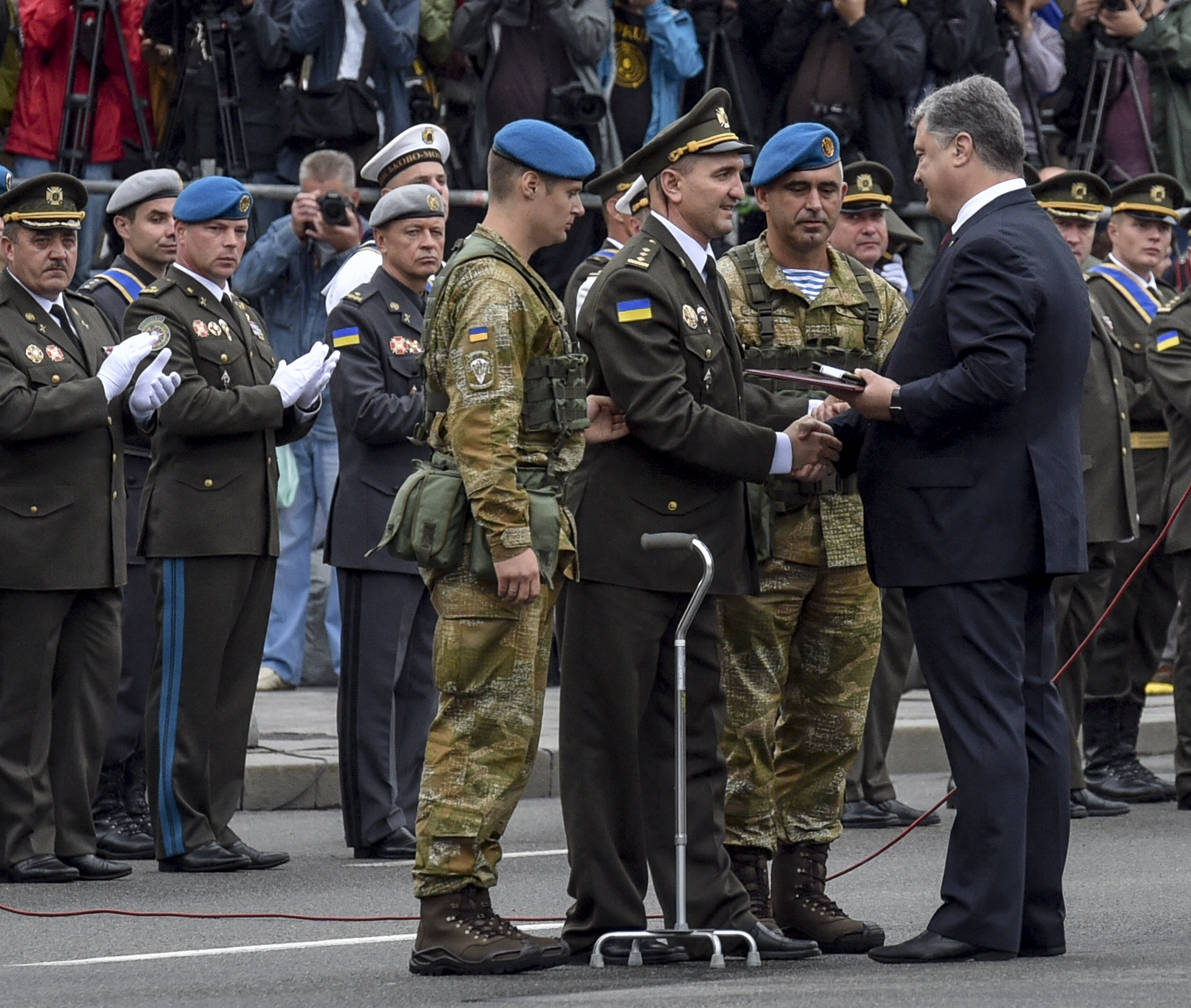
Вручення Президентом України погонів генерала-майора Ігорю Гордійчуку під час параду на честь 25-ї річниці Незалежності України, Київ, 2016 рік.

### Подальша військова служба
6 листопада 2023 року, Ігор Гордійчук особисто повідомив, що його переведено на підвищення і надалі він працюватиме на посаді заступника начальника Національного університету оборони України.

## Особисте життя
Дружина Тетяна також військова — старший солдат військ спеціального призначення. Мають доньку.

## Висловлювання
12 січня 2018 року розповів, що в Святогірській лаврі клір УПЦ МП від самого початку російської збройної агресії переховував зброю й більше 100 терористів: чеченський загін спецназу та кадирівці.
Гордійчук впевнений в тому, що Україна повинна мати свою, патріотичну церкву. За його словами «Московський патріархат — це наші головні ідеологічні вороги». «Вони впливають на психіку, це отрута!»

## Нагороди та звання
- Звання Герой України з врученням ордена «Золота Зірка» (21 жовтня 2014) — за виняткову мужність і героїзм, виявлені у захисті державного суверенітету та територіальної цілісності України, вірність військовій присязі.[12]
- Орден Богдана Хмельницького II ст. (29 вересня 2014) — за особисту мужність і героїзм, виявлені у захисті державного суверенітету та територіальної цілісності України.[2][13]
- Орден Богдана Хмельницького III ст. (8 вересня 2014) — за особисту мужність і героїзм, виявлені у захисті державного суверенітету та територіальної цілісності України.[14]
- Відомчі заохочувальні відзнаки Міністерства оборони України, у тому числі відзнака «Доблесть і честь», медалі «10 років Збройним Силам України» та «15 років Збройним Силам України», пам'ятний нагрудний знак «Воїн-миротворець», Нагрудний знак «За військову доблесть»[15]
- Відзнака Командувача Сил спеціальних операцій ЗС України «Іду на Ви» I ступеня (ВОЖАК) — за особисте успішне виконання бойових завдань в тилу противника та безпосередню участь у знищені живої сили та техніки противника. Нагороджений першою відзнакою Командувача ССО з дня її заснування у жовтні 2017 року. Спецпризначенець Збройних Сил України № 1[16].
- Медаль «За поранення» (29 серпня 2019)[17].
- Звання «Почесний громадянин міста Хмельницького» (20 вересня 2017) — за виняткову мужність, героїзм і незламність духу у захисті державного суверенітету та територіальної цілісності України, багаторічне служіння Батьківщині[18]
- Недержавний орден «За заслуги у боротьбі з фашизмом в Росії» (22 червня 2017) — міжнародна коаліція «Стоп фашизм в Росії» відзначила за заслуги у спротиві російській агресії проти України та мужність, виявлену під час оборони Савур-могили у 2014 році[19].
- Орден «Сталевий хрест непереможних» (23 серпня 2019) — керував штурмом та обороною Савур-Могили, отримав важке поранення під час виходу з-під Іловайська, Герой України[20].

23 серпня 2016 року присвоєно військове звання генерал-майора. Погони генерал-майора були вручені Президентом України Петром Порошенком під час параду на Хрещатику з нагоди 25-ї річниці Незалежності України 24 серпня 2016 року.